# Gertrude Jekyll
Gertrude Jekyll (ur. 29 listopada 1843, zm. 8 grudnia 1932) – brytyjska architektka ogrodów, twórczyni ponad 400 założeń ogrodowych na terenie Wielkiej Brytanii, USA i Europy.

## Życiorys
Córka  Edwarda Josepha Hill Jekylla, oficera armii brytyjskiej. Jej brat, Walter był przyjacielem Roberta Louisa Stevensona, który wykorzystał nazwisko Jekyll w powieści Doktor Jekyll i pan Hyde. W swojej twórczości projektowej reprezentowała styl Arts and Crafts Movement współpracując z architektem Edwinem Lutyensem. Opublikowała ponad 1000 artykułów na temat architektury ogrodowej w magazynach „Country Life” i „The Garden”. Autorka 15 pozycji książkowych (m.in. Colour Schemes for the Flower Garden, Wood and Garden, Old West Surrey).